# هیدنایت (کارولینای شمالی)
هیدنایت (به انگلیسی: Hiddenite) شهری در ایالت کارولینای شمالی کشور ایالات متحده آمریکا است که جمعیت آن در سرشماری سال ۲۰۱۰ میلادی، ۵۳۶ نفر بوده‌است.